# 세제

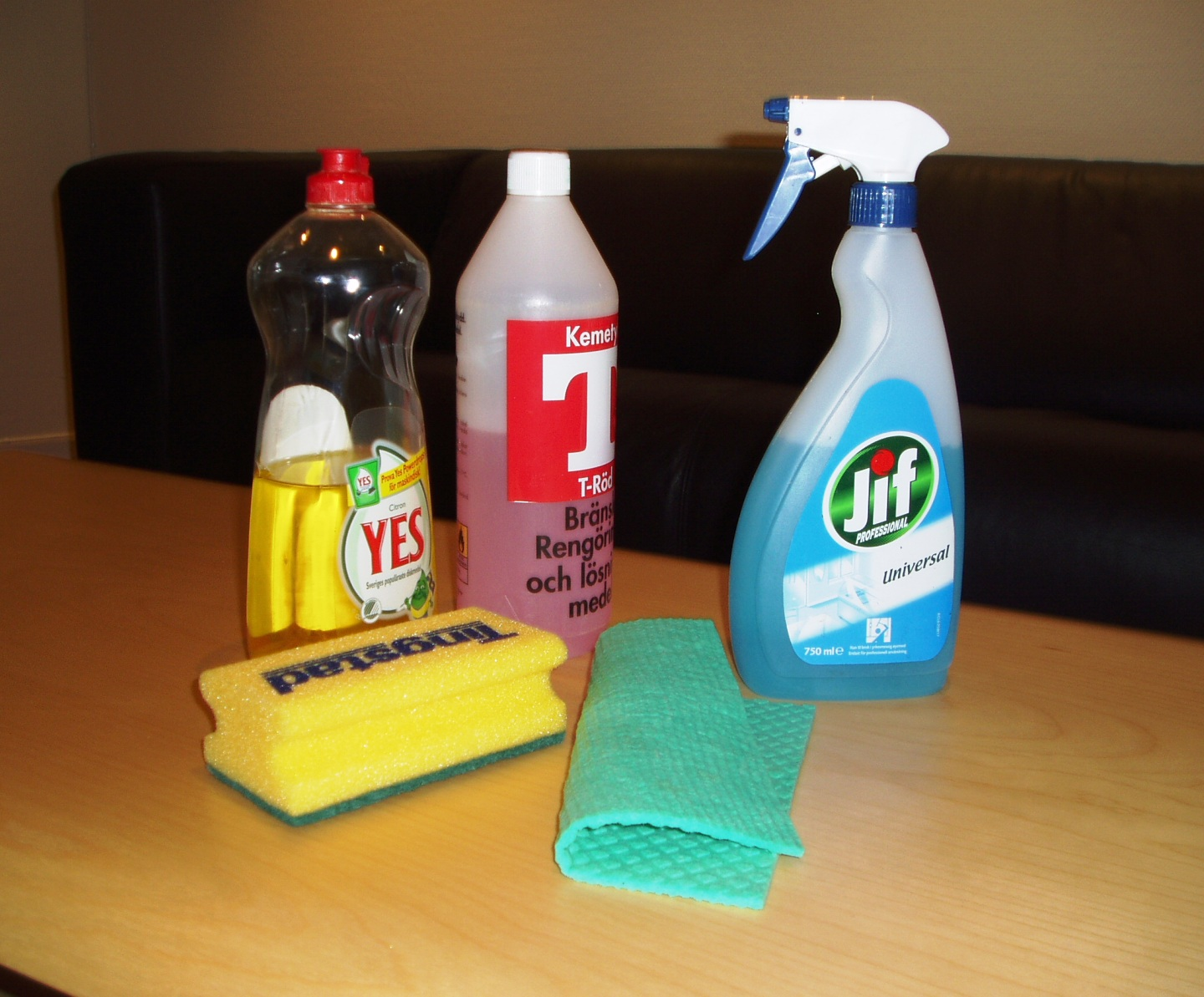
각종 세제들.

세제(洗劑, 영어: detergent)는 물에 타서 고체의 표면에 붙은 물질을 씻어내는 데 쓰이는 물질이다. 세척제(洗滌劑)도 세제의 한 종류인데, 보통의 경우, 세제라고 하면, 대부분의 보통 합성 세제를 말하며 비누와는 화학적 조성이 다르다. 비누는 세제의 한 형태일뿐이다. 세제가 물건의 때를 없애게 되는 이유는, 계면활성제라는 성분이 들어 있기 때문이다. 계면활성제는 물질을 더럽히는 입자에 붙은 분자로, 이 분자들이 세탁물과 식기에서 오염 입자를 떼어내고 헹궈낼 때까지 물(물은 용해 능력이 크기 때문이다)의 속에 녹아 있도록 한다.

## 용도
- 1종 : 야채용 또는 과실용 세제
- 2종 : 식기류용 세제
- 3종 : 식품의 가공기구용, 조리기구용 세제

## 종류
- 알칼리성세제
- 중성세제
- 산성세제
- 표백제
- 살균제
- 왁스

## 같이 보기
- 빨래
- 비누
- 합성 세제
- 계면활성제
- 세탁용 세제